# Scirpe lacustre
Schoenoplectus acutus
Espèce
Classification phylogénétique
Le Scirpe aigu, appelé aussi Jonc des chaisiers (Schoenoplectus lacustris) ou Jonc des tonneliers, est une espèce de plante vivace herbacée de la famille des Cyperaceae. Elle croît dans les zones humides et est utilisée comme plante pour lutter contre l'érosion.

## Synonymes
- Scirpus acutus
- Scirpus lacustris L.
- Scirpus lacustris subsp. acutus

## Habitat
Schoenoplectus lacustris est présent dans la majorité de l'Amérique du Nord. La plante apprécie les zones humides et marécageuses.

## Description
La plante possède une épaisse tige arrondie verte pouvant atteindre 1 à 3 mètres de haut. Ses feuilles sont longues et symétriques radialement. La plante possède de petites fleurs brun-pâle. Elle a un rôle écologique important pour protéger les berges des plans d'eau par rapport au vent et aux vagues ce qui diminue l'érosion. Les plantes disposent de rhizomes.

## Utilisation

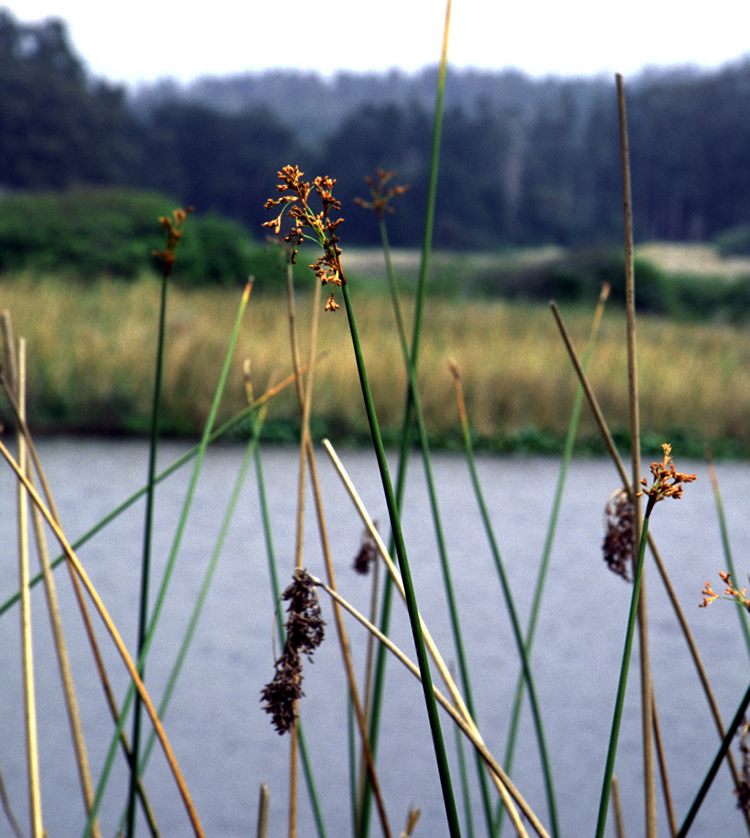

Séchée et tissée, la plante était utilisée par les Amérindiens pour fabriquer des paniers, des chapeaux, des vêtements et même des bateaux. Le scirpe est également utilisé en phytoépuration car il absorbe certains métaux lourds et phénols.